# Detroit Pistons 2012-2013
La stagione 2012-13 dei Detroit Pistons fu la 64ª nella NBA per la franchigia.

## Scelta draft
| Giro | Chiamata | Giocatore       | Ruolo | Nazionalità | College/Club    |
| ---- | -------- | --------------- | ----- | ----------- | --------------- |
| 1    | 9        | Andre Drummond  | C     | Stati Uniti | UConn Huskies   |
| 2    | 39       | Khris Middleton | AP    | Stati Uniti | Baylor Bears    |
| 2    | 44       | Kim English     | G     | Stati Uniti | Missouri Tigers |

### Arrivi/partenze
Mercato e scambi avvenuti durante la stagione:
Arrivi
| N° | Naz.                   | Ruolo | Sportivo           |      | Alt. |     |
| -- | ---------------------- | ----- | ------------------ | ---- | ---- | --- |
| 1  | Stati Uniti (bandiera) | C     | Andre Drummond     | 1993 | 213  | 127 |
| 24 | Stati Uniti (bandiera) | G     | Kim English        | 1988 | 198  | 91  |
| 25 | Stati Uniti (bandiera) | A     | Kyle Singler       | 1988 | 203  | 104 |
| 32 | Stati Uniti (bandiera) | AP    | Khris Middleton    | 1991 | 201  | 98  |
| 50 | Stati Uniti (bandiera) | GA    | Corey Maggette     | 1979 | 198  | 102 |
| 55 | Serbia (bandiera)      | AG    | V"jačeslav Kravcov | 1987 | 212  | 115 |

Partenze
| N° | Naz.                   | Ruolo | Sportivo       |      | Alt. |     |
| -- | ---------------------- | ----- | -------------- | ---- | ---- | --- |
| 6  | Stati Uniti (bandiera) | C     | Ben Wallace    | 1974 | 206  | 109 |
| 8  | Regno Unito (bandiera) | G     | Ben Gordon     | 1979 | 191  | 91  |
| 9  | Stati Uniti (bandiera) | G     | Damien Wilkins | 1980 | 198  | 102 |
| 20 | Stati Uniti (bandiera) | A     | Vernon Macklin | 1986 | 208  | 103 |
| 23 | Stati Uniti (bandiera) | G     | Walker Russell | 1982 | 183  | 77  |

### Roster
| N° | Naz.                       | Ruolo | Sportivo           | Anno | Alt. | Peso \|\| |
| -- | -------------------------- | ----- | ------------------ | ---- | ---- | --------- |
| 1  | Stati Uniti (bandiera)     | C     | Andre Drummond     | 1993 | 213  | 127       |
| 3  | Stati Uniti (bandiera)     | G     | Rodney Stuckey     | 1986 | 196  | 93        |
| 5  | Stati Uniti (bandiera)     | A     | Austin Daye        | 1988 | 211  | 91        |
| 7  | Stati Uniti (bandiera)     | G     | Brandon Knight     | 1991 | 191  | 84        |
| 8  | Spagna (bandiera)          | P     | José Calderón      | 1981 | 191  | 95        |
| 10 | Stati Uniti (bandiera)     | AC    | Greg Monroe        | 1990 | 211  | 113       |
| 12 | Stati Uniti (bandiera)     | G     | Will Bynum         | 1983 | 183  | 84        |
| 22 | Stati Uniti (bandiera)     | A     | Tayshaun Prince    | 1980 | 206  | 98        |
| 24 | Stati Uniti (bandiera)     | G     | Kim English        | 1988 | 198  | 91        |
| 25 | Stati Uniti (bandiera)     | A     | Kyle Singler       | 1988 | 203  | 104       |
| 31 | Rep. Dominicana (bandiera) | AC    | Charlie Villanueva | 1984 | 211  | 105       |
| 32 | Stati Uniti (bandiera)     | C     | Khris Middleton    | 1991 | 201  | 98        |
| 33 | Svezia (bandiera)          | A     | Jonas Jerebko      | 1987 | 208  | 105       |
| 50 | Stati Uniti (bandiera)     | GA    | Corey Maggette     | 1979 | 198  | 102       |
| 54 | Stati Uniti (bandiera)     | AC    | Jason Maxiell      | 1983 | 201  | 118       |
| 55 | Ucraina (bandiera)         | C     | V"jačeslav Kravcov | 1987 | 212  | 115       |

### Staff tecnico
- Allenatore: Lawrence Frank
- Vice-allenatori: Brian Hill, John Loyer, Roy Rogers, Dee Brown, Charles Klask
- Vice-allenatore/scout: Bill Pope
- Preparatore fisico: Arnie Kander
- Preparatore atletico: Mike Abdenour

## Stagione

### Classifica

#### Central Division
|    | Classifica          | V  | P  | %    | GB   |
| -- | ------------------- | -- | -- | ---- | ---- |
| 1. | Indiana Pacers      | 49 | 32 | 60,5 | -    |
| 2. | Chicago Bulls       | 45 | 37 | 54,9 | 4,5  |
| 3. | Milwaukee Bucks     | 38 | 44 | 46,3 | 11,5 |
| 4. | Detroit Pistons     | 29 | 53 | 35,4 | 20,5 |
| 5. | Cleveland Cavaliers | 24 | 58 | 29,3 | 25,5 |